# Syzygium xerampelinum
Syzygium xerampelinum är en myrtenväxtart som beskrevs av Bernard Patrick Matthew Hyland. Syzygium xerampelinum ingår i släktet Syzygium och familjen myrtenväxter. Inga underarter finns listade i Catalogue of Life.